# Grzegorz Zaguła
Grzegorz Zaguła – polski inżynier, dr hab. nauk rolniczych, profesor uczelni Instytutu Technologii Żywności i Żywienia, Kolegium Nauk Przyrodniczych Uniwersytetu Rzeszowskiego

## Życiorys
W 2006 ukończył studia ekonomiczne na Uniwersytecie Rzeszowskim, 16 grudnia 2011 obronił pracę doktorską, 18 stycznia 2019 habilitował się na podstawie pracy zatytułowanej Pole magnetyczne jako sposób na poprawę właściwości materiału biologicznego. Został zatrudniony na stanowisku adiunkta w Katedrze Technologii Bioenergetycznych na Wydziale Biologicznym i Rolniczym Uniwersytetu Rzeszowskiego.
Jest profesorem uczelni w Instytucie Technologii Żywności i Żywienia, Kolegium Nauk Przyrodniczych Uniwersytetu Rzeszowskiego.

## Odznaczenia
- Brązowy Krzyż Zasługi (2022)[3]